# Homomallium
Homomallium là một chi rêu trong họ Hypnaceae.